# Ljeto za sjećanje (1990.)
Ljeto za sjećanje je hrvatski dugometražni film iz 1990. godine.

## Glumačka postava
- Branislav Lečić kao Zefir / odrasli Gustav
- Suzana Nikolić kao grofica
- Fabijan Šovagović kao ujak
- Milka Podrug-Kokotović kao Tončika
- Luka Milas kao Gustav
- Dora Lipovčan kao Smilja
- Relja Bašić kao grof
- Krunoslav Šarić kao Smiljin otac
- Ljubomir Kapor
- Danko Ljuština kao sluga
- Zvonimir Torjanac
- Krešimir Zidarić
- Branka Trlin-Matula
- Zlatko Vitez
- Josip Bobi Marotti
- Semka Sokolović-Bertok
- Urša Raukar
- Žarko Potočnjak kao zubar
- Nenad Cvetko
- Vera Zima
- Igor Serdar
- Željko Šestić
- Zlatko Ožbolt
- Željko Mavrović
- Dejan Aćimović
- Saša Zinaja
- Rene Bitorajac kao Gustavov drug
- Boris Festini
- Darko Janeš
- Matija Prskalo
- Barbara Rocco
- Jurica Dijaković
- Emil Glad
- Jadranka Matković kao časna sestra